# Xã Macomb, Michigan
Xã Macomb (tiếng Anh: Macomb Township) là một xã thuộc quận Macomb, tiểu bang Michigan, Hoa Kỳ. Năm 2010, dân số của xã này là 79.580 người.